# Ana Faria
Anabela de Faria Lucas dos Santos Gomes, mais conhecida como Ana Faria (Nova Lisboa, Angola, 18 de outubro de 1949 – Lisboa, 17 de agosto de 2024), foi uma cantora e pintora portuguesa.

## Biografia
Ana Faria tornou-se um nome de referência na música infanto-juvenil portuguesa quando, após actuar no programa Zip-Zip da RTP, em 1969, lançou alguns singles, e, mais tarde, em meados de 1982, decidiu gravar um álbum a solo (amadurecido pelas suas anteriores experiências na música integrada no grupo de música tradicional Terra a Terra e com a gravação do seu próprio disco de estreia intitulado "Violeta Flor"), feito de adaptações das sinfonias clássicas de compositores famosos como Beethoven, Mozart, Chopin, Verdi, entre outros. Esse LP, intitulado "Brincando aos Clássicos" encontrava-se preenchido pelo repertório com letras da sua autoria. No disco participaram os músicos António Chainho na guitarra, Zé da Ponte no baixo, António Serafim no oboé, Adácio Pestana na trompa, Pedro Teixeira na flauta, a própria Ana Faria na percussão, João Jorge na gaita de foles e Katherine Ann Bird na harpa. A produção ficou a cargo do marido da artista, Heduíno Gomes. Entre as participações especiais do coro de crianças, contava ainda com a presença dos três filhos João, Nuno e Pedro Faria Gomes (que, mais tarde, se tornariam célebres com o nome de Queijinhos Frescos).
O disco foi um grande sucesso e no ano seguinte, 1983, os músicos regressaram aos estúdios da Rádio Triunfo (cujo acervo foi adquirido, posteriormente, pela editora discográfica Movieplay Portuguesa) para gravar um novo LP, editado, então, pela CBS Portugal (actual Sony Music Entertainment Portugal), intitulado "Brincando aos Clássicos 2".
Passados alguns anos, Ana Faria decidiu enveredar pelo desenvolvimento de novos projectos e optou por fazer nascer alguns grupos de cantores juvenis. Heduíno Gomes manteve-se na produção e, gradualmente, o casal transformou-se numa dupla imparável: Ela tratava dos ensaios, ele resolvia toda a parte executiva. Formaram o grupo Jovens Cantores de Lisboa, seguindo-se os Onda Choc (um verdadeiro êxito, com mais de um milhão de discos vendidos) e as Popeline. Entre os arranjos e as adaptações musicais, as letras da autoria da própria artista foram sempre uma constante.
Ana Faria regressou a estúdio para participar nas gravações do CD "Feliz Natal" dos Jovens Cantores de Lisboa, e lançou dois trabalhos discográficos dos seus Queijinhos Frescos.
Ana Faria retirou-se da vida pública para se dedicar à pintura e aos retratos, algo a que se dedicava ainda antes da música.
Em finais de 1999, com a extinção da sala de ensaios dos grupos, todos os projectos perderam a sua continuidade. Em Outubro de 2004, na sequência de recuperar os grupos fundados pela artista, Heduíno Gomes reactivou os Jovens Cantores de Lisboa e os Onda Choc (recorrendo a alguns dos antigos membros e ainda a novos elementos). Editaram um novo disco.
Ana Faria editou vários livros para crianças, entre os quais "Sapatilhas de Cetim", "Histórias em versos com Música e Dança", "Queridos Livros" e "Um livro sobre a minha mãe", cujos textos e ilustrações são da sua autoria. Em Maio de 2009 lançou o livro "Tempo Breve", e em Abril de 2012 foi editado o livro "Tradição de Família".
Morreu a 17 de agosto de 2024, aos 74 anos.

## Comentários
"Não me assusta a fama, mas não gosto de ser o centro de tantas atenções. Lido mal com tanta exposição."

"Trauteava músicas eruditas com letras minhas em português e isso despertou a atenção dos meus filhos e dos seus amigos. Todos queriam ouvir-me cantar. Depois, dava-lhes a ouvir o original" 

## Discografia

### Álbuns a solo
| Ano  | Nome                                | Editora        | Formato                  |
| ---- | ----------------------------------- | -------------- | ------------------------ |
| 1982 | Violeta Flor                        | Rádio Triunfo  | Disco de vinil           |
| 1982 | Brincando aos Clássicos             | Rádio Triunfo  | Disco de vinil / CD / K7 |
| 1983 | Brincando aos Clássicos - Vol.2     | CBS (Portugal) | Disco de vinil / CD      |
| 1984 | Se eu soubesse que voando           | CBS (Portugal) | Disco de vinil           |
| 1986 | Um pedaço de céu                    | CBS (Portugal) | Disco de vinil           |
| 1986 | A Festa vai começar                 | CBS (Portugal) | Disco de vinil           |
| 1989 | Brisa do Sul                        | CBS (Portugal) | Disco de vinil / CD      |
| 1998 | O Melhor de Brincando aos Clássicos | Sony Music     | Disco de vinil / CD      |

### Ana Faria e Queijinhos Frescos
| Ano  | Nome                              | Editora        | Formato        |
| ---- | --------------------------------- | -------------- | -------------- |
| 1984 | Ana Faria e os Queijinhos Frescos | CBS (Portugal) | Disco de vinil |
| 1985 | Batem Corações                    | CBS (Portugal) | Disco de vinil |
| 1986 | O Melhor dos Queijinhos Frescos   | CBS (Portugal) | Disco de vinil |

### Ana Faria eTerra a Terra
| Ano  | Nome                | Editora                           | Formato             |
| ---- | ------------------- | --------------------------------- | ------------------- |
| 1980 | Dançando Pulirando  | Polydor Records / Universal Music | Disco de vinil / CD |
| 1981 | Pelo Toque da Viola | Rádio Triunfo / Movieplay         | Disco de vinil / CD |